# Juan E. Méndez
Juan Ernesto Méndez (Lomas de Zamora, Argentina, 11 de dezembro de 1944) é um advogado, político e ativista dos direitos humanos conhecido por seu trabalho em defesa dos presos.

## Biografia
Em 1970, ele recebeu seu diploma de Direito da Faculdade de Stella, em Mar del Plata, Argentina. Em 1977, ele foi expulso do país e se mudou para os Estados Unidos.
Posteriormente, Mendez trabalhou para a Igreja Católica em Aurora, Illinois para proteger os direitos dos trabalhadores migrantes. Em 1978 ele se juntou com Comitê de Advogados pelos Direitos Civis nos termos da Lei, em Washington, D.C..
De 1996 a 1999, Mendez serviu como Diretor Executivo do Instituto Interamericano de Costa Rica.